# Lista de chefes de Estado de Portugal
Esta é uma lista de chefes do Estado de Portugal, ordenados cronologicamente, desde a independência do Condado Portucalense em relação ao reino de Leão, em 1139, sob a chefia de Dom Afonso Henriques, então conde de Portucale, e primeiro Rei de Portugal como Dom Afonso I, até ao presente. Desde a instituição oficial do cargo, em 1139 contabilizamos 34 monarcas e 20 presidentes:

## Monarcas

### Dinastia de Borgonha
| Nome | Retrato                                                                           | Nascimento                                                                       | Casamento(s)                                                    | Morte                           | Notas |
| --- | --------------------------------------------------------------------------------- | -------------------------------------------------------------------------------- | --------------------------------------------------------------- | ------------------------------- | --- |
| D. Afonso I 27 de julho de 1139 – 6 de dezembro de 1185 O Conquistador O Fundador O Grande                                               |                                                                                   | 25 de julho de 1109 filho de D. Henrique, Conde de Portucale e D. Teresa de Leão | D. Mafalda de Saboia Janeiro/Junho de 1146 7 filhos             | 6 de dezembro de 1185 76 anos   | Também chamado Afonso Henriques (Afonso, filho de D. Henrique; aqui radica a designação que os muçulmanos lhe atribuíram, Ibn-Arrik - «filho de Henrique»).                                                         |
| D. Sancho I 6 de dezembro de 1185 – 27 de março de 1211 O Povoador                                                                       |                                                                                   | 11 de novembro de 1154 filho de D. Afonso I de Portugal e D. Mafalda de Saboia   | D. Dulce de Aragão 1174 11 filhos                               | 26 de março de 1211 56 anos     | |
| D. Afonso II 27 de março de 1211 – 25 de março de 1223 O Gordo O Crasso O Gafo O Legislador                                              |                                                                                   | 23 de abril de 1185 filho de D. Sancho I de Portugal e D. Dulce de Aragão        | D. Urraca de Castela 1206 5 filhos                              | 25 de abril de 1223 38 anos     | |
| D. Sancho II 25 de março de 1223 – 11 de junho de 1247 O Capelo O Piedoso O Pio O Rei Capelo                                             |                                                                                   | 8 de setembro de 1209 filho de D. Afonso II de Portugal e D. Urraca de Castela   | D. Mécia Lopes de Haro 1246 sem filhos                          | 4 de janeiro de 1248 38 anos    | Deposto pelo Papa Inocêncio IV no I Concílio de Lyon, em Julho de 1245, sob a acusação de «rex inutilis», viria a abdicar em 1247, exilando-se em Toledo, e vindo a falecer pouco tempo depois, em inícios de 1248. |
| D. Afonso III 3 de janeiro de 1248 – 16 de fevereiro de 1279 O Bolonhês                                                                  |                                                                                   | 5 de maio de 1210 filho de D. Afonso II de Portugal e D. Urraca de Castela       | D. Matilde de Bolonha 1235 sem filhos                           | 16 de fevereiro de 1279 68 anos | Acaba a reconquista de Portugal. |
| D. Afonso III 3 de janeiro de 1248 – 16 de fevereiro de 1279 O Bolonhês                                                                  | D. Beatriz de Castela 1253 7 filhos                                               | 5 de maio de 1210 filho de D. Afonso II de Portugal e D. Urraca de Castela       |                                                                 | 16 de fevereiro de 1279 68 anos | Acaba a reconquista de Portugal. |
| D. Dinis I 16 de fevereiro de 1279 – 7 de janeiro de 1325 O Lavrador O Rei-Trovador O Rei-Poeta O Rei-Agricultor                         |                                                                                   | 9 de outubro de 1261 filho de D. Afonso III de Portugal e D. Beatriz de Castela  | D. Isabel de Aragão 2 de fevereiro/24 de junho de 1282 2 filhos | 7 de janeiro de 1325 63 anos    | |
| D. Afonso IV 7 de janeiro de 1325– 28 de maio de 1357 O Bravo                                                                            |                                                                                   | 8 de fevereiro de 1291 filho de D. Dinis I de Portugal e D. Isabel de Aragão     | D. Beatriz de Castela 12 de setembro de 1309 7 filhos           | 28 de maio de 1357 66 anos      | |
| D. Pedro I 28 de maio de 1357– 18 de janeiro de 1367 O Justiceiro O Cruel O Cru O Vingativo O Tartamudo O Até-ao-Fim-do-Mundo-Apaixonado |                                                                                   | 8 de abril de 1320 filho de D. Afonso IV de Portugal e D. Beatriz de Castela     | D. Constança Manuel 24 de agosto de 1339 3 filhos               | 18 de janeiro de 1367 46 anos   | |
| D. Pedro I 28 de maio de 1357– 18 de janeiro de 1367 O Justiceiro O Cruel O Cru O Vingativo O Tartamudo O Até-ao-Fim-do-Mundo-Apaixonado | D. Inês de Castro 1346 (secretamente) 1 de janeiro de 1354 (abertamente) 4 filhos | 8 de abril de 1320 filho de D. Afonso IV de Portugal e D. Beatriz de Castela     |                                                                 | 18 de janeiro de 1367 46 anos   | |
| D. Fernando I 18 de janeiro de 1367– 22 de outubro de 1383 O Formoso O Belo O Inconstante O Inconsciente                                 |                                                                                   | 31 de outubro de 1345 filho de D. Pedro I de Portugal e D. Constança Manuel      | D. Leonor Teles Março de 1372 3 filhos                          | 22 de outubro de 1383 37 anos   | |
| Interregnum (1383 – 1385) |                                                                                   |                                                                                  |                                                                 |                                 | |

### Interregno (1383–1385)
Designação dada por toda a historiografia ao período que medeia a morte de D. Fernando e a ascensão ao trono do seu meio-irmão bastardo, o mestre de Avis D. João, e que compreende as regências de D. Leonor Teles e do próprio mestre de Avis.
| # | Nome                    |  | Início da regência     | Fim da regência        | Notas                                                          |
| - | ----------------------- |  | ---------------------- | ---------------------- | -------------------------------------------------------------- |
| - | D. Leonor Teles         |  | 22 de Outubro de 1383  | 16 de Dezembro de 1383 | Exerce a regência nos termos do tratado de Salvaterra de Magos |
| - | D. João, mestre de Avis |  | 16 de Dezembro de 1383 | 6 de Abril de 1385     |                                                                |

### Dinastia de Avis
| #                   | Nome                                          |  | Início do reinado      | Fim do reinado         | Cognome(s)                                  | Notas |
| ------------------- | --------------------------------------------- |  | ---------------------- | ---------------------- | ------------------------------------------- | --- |
| Casa reinante: Avis |                                               |  |                        |                        |                                             | |
| 10                  | D. João I                                     |  | 6 de Abril de 1385     | 14 de Agosto de 1433   | O da Boa Memória                            | Filho ilegitimo de D. Pedro I |
| 11                  | D. Duarte I                                   |  | 14 de Agosto de 1433   | 9 de Setembro de 1438  | O Eloquente O Rei-Filósofo                  | |
| 12                  | D. Afonso V                                   |  | 9 de Setembro de 1438  | 11 de Novembro de 1477 | O Africano                                  | Abdica em favor do filho, no contexto da sua jornada à corte francesa. |
| 13                  | D. João II                                    |  | 11 de Novembro de 1477 | 15 de Novembro de 1477 | O Príncipe Perfeito O Perfeito              | Aclamado rei nas Cortes de Santarém de 1477; abdica ao regressar ao Reino o seu pai, quatro dias mais tarde.                                                                                          |
| 12                  | D. Afonso V (2.º reinado)                     |  | 15 de Novembro de 1477 | 28 de Agosto de 1481   | O Africano                                  | Reassume a realeza, a pedido do filho. |
| 13                  | D. João II (2.º reinado)                      |  | 28 de Agosto de 1481   | 25 de Outubro de 1495  | O Príncipe Perfeito O Perfeito              | |
| 14                  | D. Manuel I                                   |  | 25 de Outubro de 1495  | 13 de Dezembro de 1521 | O Venturoso O Bem-Aventurado O Pomposo      | Neto de D. Duarte I. É sob seu reinado que é descoberto o Brasil |
| 15                  | D. João III                                   |  | 13 de Dezembro de 1521 | 11 de Junho de 1557    | O Piedoso O Pio                             | |
| 16                  | D. Sebastião I                                |  | 11 de Junho de 1557    | 27 de Agosto de 1578   | O Desejado O Encoberto O Adormecido         | |
| 17                  | D. Henrique I                                 |  | 27 de Agosto de 1578   | 31 de Janeiro de 1580  | O Casto O Cardeal-Rei O Eborense/O de Évora | Filho de D. Manuel I |
| -                   | Conselho de Governadores do Reino de Portugal |  | 31 de Janeiro de 1580  | 17 de Julho de 1580    |                                             | D. António, Prior do Crato foi aclamado rei de Portugal a 9 de Junho de 1580, em Santarém, pelos seus partidários, opondo-se durante todo o resto da sua vida ao domínio filipino, todavia sem êxito. |

### Dinastia Filipina
Os soberanos desta dinastia foram também reis de Castela, Países Baixos, Nápoles, Sicília, Leão, Aragão, Valência, Galiza, Navarra, Granada, duques da Borgonha, etc., títulos genericamente reunidos sob a designação de Reis de Espanha.
| #                        | Nome          |  | Início do reinado      | Fim do reinado         | Cognome(s)      | Notas                                                       |
| ------------------------ | ------------- |  | ---------------------- | ---------------------- | --------------- | ----------------------------------------------------------- |
| Casa reinante: Habsburgo |               |  |                        |                        |                 |                                                             |
| 18                       | D. Filipe I   |  | 17 de abril de 1581    | 13 de Setembro de 1598 | O Prudente      | Neto de D. Manuel I Também Filipe II em Espanha (1556-1598) |
| 19                       | D. Filipe II  |  | 13 de Setembro de 1598 | 31 de Março de 1621    | O Pio O Piedoso | Filipe III em Espanha (1598-1621)                           |
| 20                       | D. Filipe III |  | 31 de Março de 1621    | 1 de Dezembro de 1640  | O Grande        | Filipe IV em Espanha (1621-1665)                            |

Durante este período de sessenta anos, os reis fizeram-se representar em Portugal por um vice-rei ou um corpo de governadores - veja a lista de vice-reis de Portugal.
À revolta de 1 de Dezembro de 1640 seguiu-se a Guerra da Aclamação, depois chamada, pela historiografia romântica do século XIX, como Guerra da Restauração.

### Dinastia de Bragança
| #                                                      | Nome                      |  | Início do reinado       | Fim do reinado          | Cognome(s)                                                                      | Notas |
| ------------------------------------------------------ | ------------------------- |  | ----------------------- | ----------------------- | ------------------------------------------------------------------------------- | --- |
| Casas reinantes: Bragança e Bragança-Saxe-Coburgo-Gota |                           |  |                         |                         |                                                                                 | |
| 21                                                     | D. João IV                |  | 15 de Dezembro de 1640  | 6 de Dezembro de 1656   | O Restaurador O Afortunado                                                      | Descendente de D. Manuel I |
| 22                                                     | D. Afonso VI              |  | 6 de Dezembro de 1656   | 12 de Setembro de 1683  | O Vitorioso O Prisioneiro                                                       | Regências de D. Luísa de Gusmão (6 de Dezembro de 1656 – 26 de Junho de 1662) e do Infante D. Pedro (23 de Novembro de 1667 – 12 de Setembro de 1683) |
| 23                                                     | D. Pedro II               |  | 12 de Setembro de 1683  | 9 de Dezembro de 1706   | O Pacífico                                                                      | Filho de D. João IV |
| 24                                                     | D. João V                 |  | 1 de Janeiro de 1707    | 31 de Julho de 1750     | O Magnânimo O Magnífico O Rei-Sol Português O Freirático O Fidelíssimo          | |
| 25                                                     | D. José I                 |  | 31 de Julho de 1750     | 24 de Fevereiro de 1777 | O Reformador                                                                    | |
| 26                                                     | D. Maria I                |  | 24 de Fevereiro de 1777 | 20 de Março de 1816     | A Piedosa (em Portugal) A Louca (no Brasil) A Viradeira A Pia                   | Regência do Príncipe D. João (despacho governativo: 1792 – 1799; regente: 15 de Julho de 1799 – 20 de Março de 1816) |
| -                                                      | D. Pedro III              |  | 24 de Fevereiro de 1777 | 5 de Março de 1786      | O Capacidónio O Sacristão O Edificador                                          | Rei-consorte de D. Maria I |
| 27                                                     | D. João VI                |  | 20 de Março de 1816     | 10 de Março de 1826     | O Clemente                                                                      | Regente de Portugal 1792-1799; Príncipe-Regente de Portugal e Algarves 1799-1808; Príncipe-Regente de Portugal, Brasil e Algarves (1808-1816; Rei do Reino Unido de Portugal, Brasil e Algarves (1816-1825); Rei de Portugal e dos Algarves e Imperador Titular do Brasil (1825-1826) |
| 28                                                     | D. Pedro IV               |  | 26 de Abril de 1826     | 2 de Maio de 1826       | O Rei-Soldado O Rei-Imperador O Libertador                                      | Também Imperador do Brasil (12 de outubro de 1822 – 7 de Abril de 1831); regente de Portugal (1831 – 1834) |
| 29                                                     | D. Maria II (1.º reinado) |  | 2 de Maio de 1826       | 11 de Julho de 1828     | A Educadora A Boa-Mãe A Constitucional                                          | |
| 30                                                     | D. Miguel I               |  | 11 de Julho de 1828     | 26 de Maio de 1834      | O Rei Absoluto O Absolutista O Tradicionalista O Usurpador O Absoluto           | Filho de D. João VI Regente em nome de D. Maria II (2 de Maio de 1826 – 11 de Julho de 1828). Foi deposto e perpetuamente banido da sucessão. |
| 29                                                     | D. Maria II (2.º reinado) |  | 20 de Setembro de 1834  | 15 de Novembro de 1853  | A Educadora A Boa-Mãe A Constitucional                                          | Regência do pai D. Pedro (1831 – 1834) |
| -                                                      | D. Fernando II            |  | 16 de Setembro de 1837  | 15 de Novembro de 1853  | O Rei-Artista                                                                   | Rei-consorte de D. Maria II; oriundo da família de Saxe-Coburgo-Gotha |
| 31                                                     | D. Pedro V                |  | 15 de Novembro de 1853  | 11 de Novembro de 1861  | O Esperançoso O Bem-Amado O Muito Amado                                         | Regência do pai D. Fernando (15 de Novembro de 1853 - 16 de Setembro de 1855) |
| 32                                                     | D. Luís I                 |  | 11 de Novembro de 1861  | 19 de Outubro de 1889   | O Popular O Bom O Rei-Marinheiro                                                | Filho de D. Maria II |
| 33                                                     | D. Carlos I               |  | 19 de Outubro de 1889   | 1 de Fevereiro de 1908  | O Diplomata O Martirizado O Mártir O Oceanógrafo O Rei-Pintor                   | Assassinado pelos Republicanos |
| 34                                                     | D. Manuel II              |  | 1 de Fevereiro de 1908  | 5 de Outubro de 1910    | O Patriota O Desventurado O Estudioso O Bibliófilo O Rei-Saudade O Desventuroso | Implantação da República |

## Presidentes
Legenda de cores
| Primeira República (1910–1926)             | | | |                        |                  |                                    |                                                                       |
| #                                          | Presidente do Governo Provisório (Nascimento–Morte) | Retrato | Início do mandato | Fim do mandato         | Eleições         | Partido                            | Partido                                                               |
| Governo Provisório (1910–1911)             | | | |                        |                  |                                    |                                                                       |
| –                                          | Joaquim Teófilo Fernandes Braga (1843–1924) | | 5 de outubro de 1910 | 24 de agosto de 1911   | ——               |                                    | Republicano                                                           |
| –                                          | Joaquim Teófilo Fernandes Braga (1843–1924) | Primeiro chefe de Estado do regime republicano (acumulando com a chefia do governo), numa capacidade provisória até à eleição do primeiro presidente da República. Dissolução dos partidos monárquicos. Eleições para a Assembleia Nacional Constituinte de 1911. Constituição de 1911. Lei da Separação do Estado das Igrejas. Teófilo Braga continuará como presidente do Governo Provisório até 3 de setembro de 1911. | |                        | ——               |                                    | Republicano                                                           |
| #                                          | Presidente da República (Nascimento–Morte) | Retrato | Início do mandato | Fim do mandato         | Eleições         | Partido                            | Partido                                                               |
| Presidência Constitucional (1911–1917)     | | | |                        |                  |                                    |                                                                       |
| 1                                          | Manuel José de Arriaga Brum da Silveira e Peyrelongue (1840–1917) | | 24 de agosto de 1911 | 29 de maio de 1915     | 1911             |                                    | Republicano (apoiado por unionistas e evolucionistas) (até fev. 1912) |
| 1                                          | Manuel José de Arriaga Brum da Silveira e Peyrelongue (1840–1917) | Primeiro presidente constitucionalmente eleito ao abrigo da Constituição de 1911. Divisão do Partido Republicano Português nos partidos Democrático, Evolucionista e Unionista. Incursões monárquicas de Paiva Couceiro. Governos de Teófilo Braga (provisório), João Chagas, Augusto de Vasconcelos, Duarte Leite, Afonso Costa, Bernardino Machado, Azevedo Coutinho, Pimenta de Castro e João Chagas/José de Castro. Movimento das Espadas. Demitiu-se do cargo após a revolta de 14 de Maio de 1915, e a subsequente queda do governo de Pimenta de Castro. Junta Constitucional de 1915. Atentado contra João Chagas. | |                        | 1911             |                                    |                                                                       |
| 1                                          | Manuel José de Arriaga Brum da Silveira e Peyrelongue (1840–1917) | Independente | |                        | 1911             |                                    |                                                                       |
| 2                                          | Joaquim Teófilo Fernandes Braga (1843–1924) | | 29 de maio de 1915 | 5 de outubro de 1915   | Maio de 1915     |                                    | Democrático                                                           |
| 2                                          | Joaquim Teófilo Fernandes Braga (1843–1924) | Presidente da República substituto incumbido de terminar o mandato presidencial iniciado em 1911 por Manuel de Arriaga. Governo de João Chagas/José de Castro. Eleições legislativas de 1915. | |                        | Maio de 1915     |                                    | Democrático                                                           |
| 3                                          | Bernardino Luís Machado Guimarães (1851–1944) | | 5 de outubro de 1915 | 12 de dezembro de 1917 | Agosto de 1915   |                                    | Democrático                                                           |
| 3                                          | Bernardino Luís Machado Guimarães (1851–1944) | Primeiro mandato presidencial de Bernardino Machado. Governos de José de Castro, Afonso Costa, António José de Almeida (governo da União Sagrada) e, novamente, de Afonso Costa. Entrada de Portugal na Primeira Guerra Mundial, do lado dos Aliados. Aparições marianas de Fátima. Junta Revolucionária de 1917, subsequente ao golpe de Sidónio Pais, tendo Bernardino Machado sido demitido. | |                        | Agosto de 1915   |                                    | Democrático                                                           |
| #                                          | Ministério (Chefe de Estado ex officio) | Retrato | Início do mandato | Fim do mandato         | Eleições         | Partido                            | Partido                                                               |
| República Nova (1917–1918)                 | | | |                        |                  |                                    |                                                                       |
| –                                          | Ministério composto por: Sidónio Bernardino Cardoso da Silva Pais (Presidente do Ministério) António Maria de Azevedo Machado Santos Alberto de Moura Pinto António dos Santos Viegas António Aresta Branco Francisco Xavier Esteves João Tamagnini de Sousa Barbosa José Alfredo Mendes Magalhães José Feliciano da Costa Júnior | | 12 de dezembro de 1917 | 27 de dezembro de 1917 | ——               |                                    | Independente                                                          |
| –                                          | Ministério composto por: Sidónio Bernardino Cardoso da Silva Pais (Presidente do Ministério) António Maria de Azevedo Machado Santos Alberto de Moura Pinto António dos Santos Viegas António Aresta Branco Francisco Xavier Esteves João Tamagnini de Sousa Barbosa José Alfredo Mendes Magalhães José Feliciano da Costa Júnior | De acordo com a Constituição de 1911, na ausência de um presidente da República, a totalidade do governo substitui-o. Governo liderado por Sidónio Pais, militar revoltoso, presidente da Junta Revolucionária de 1917 e presidente do Ministério. Governo de contornos ditatoriais. | |                        | ——               |                                    | Independente                                                          |
| #                                          | Presidente do Ministério (Presidente da República ex officio) (Nascimento–Morte) | Retrato | Início do mandato | Fim do mandato         | ——               | Partido                            | Partido                                                               |
| –                                          | Sidónio Bernardino Cardoso da Silva Pais (interino) (1872–1918) | | 27 de dezembro de 1917 | 9 de maio de 1918      | ——               |                                    | Independente                                                          |
| –                                          | Sidónio Bernardino Cardoso da Silva Pais (interino) (1872–1918) | De 27 de dezembro de 1917 a 9 de maio de 1918 acumula os cargos de presidente da República interino e de presidente do Ministério. | |                        | ——               |                                    |                                                                       |
| –                                          | Sidónio Bernardino Cardoso da Silva Pais (interino) (1872–1918) | Nacional Republicano (desde abr. 1918) | |                        | ——               |                                    |                                                                       |
| #                                          | Presidente da República (Nascimento–Morte) | Retrato | Início do mandato | Fim do mandato         | Eleições         | Partido                            | Partido                                                               |
| 4                                          | Sidónio Bernardino Cardoso da Silva Pais (1872–1918) | | 9 de maio de 1918 | 14 de dezembro de 1918 | Abril de 1918    |                                    | Nacional Republicano                                                  |
| 4                                          | Sidónio Bernardino Cardoso da Silva Pais (1872–1918) | Após as eleições de abril de 1918 é inaugurado como presidente da República, chefiando um governo presidencialista autoritário. Os ministros passam a designar-se secretários de Estado. Primeiro e único presidente eleito por sufrágio direto na 1.ª República. República Nova. Desastre na Batalha de La Lys. Apaziguamento das relações com a Igreja Católica. Eleições legislativas de 1918. Armistício da Primeira Guerra Mundial. Presidenticídio de 14 de dezembro de 1918. | |                        | Abril de 1918    |                                    | Nacional Republicano                                                  |
| #                                          | Governo (Chefe de Estado ex officio) | Retrato | Início do mandato | Fim do mandato         | Eleições         | Partido                            | Partido                                                               |
| –                                          | Governo composto por: João do Canto e Castro Silva Antunes Júnior (Presidente do Ministério interino desde 15 fev.) António Bernardino de Sousa Ferreira Jorge Couceiro da Costa João Tamagnini de Sousa Barbosa Álvaro César de Mendonça António Caetano de Abreu Freire Egas Moniz João Alberto Pereira de Azevedo Neves Alexandre José Botelho de Vasconcelos e Sá José Alfredo Mendes Magalhães Henrique Ventura Forbes de Bessa José João Pinto da Cruz Azevedo Eduardo Fernandes de Oliveira | | 14 de dezembro de 1918 | 16 de dezembro de 1918 | ——               |                                    | Nacional Republicano                                                  |
| –                                          | Governo composto por: João do Canto e Castro Silva Antunes Júnior (Presidente do Ministério interino desde 15 fev.) António Bernardino de Sousa Ferreira Jorge Couceiro da Costa João Tamagnini de Sousa Barbosa Álvaro César de Mendonça António Caetano de Abreu Freire Egas Moniz João Alberto Pereira de Azevedo Neves Alexandre José Botelho de Vasconcelos e Sá José Alfredo Mendes Magalhães Henrique Ventura Forbes de Bessa José João Pinto da Cruz Azevedo Eduardo Fernandes de Oliveira | Regresso à Constituição de 1911. De acordo com esta, em caso de morte do presidente da República, este é substituído provisoriamente pela totalidade do governo, neste caso, o governo previamente liderado pelo próprio Sidónio Pais. A 15 de dezembro o governo elege João do Canto e Castro como presidente interino do Ministério. | |                        | ——               |                                    | Nacional Republicano                                                  |
| #                                          | Presidente da República (Nascimento–Morte) | Retrato | Início do mandato | Fim do mandato         | Eleições         | Partido                            | Partido                                                               |
| Presidência Constitucional (1918–1926)     | | | |                        |                  |                                    |                                                                       |
| 5                                          | João do Canto e Castro Silva Antunes Júnior (1862–1934) | | 16 de dezembro de 1918 | 5 de outubro de 1919   | Dezembro de 1918 |                                    | Nacional Republicano                                                  |
| 5                                          | João do Canto e Castro Silva Antunes Júnior (1862–1934) | Presidente da República substituto incumbido de terminar o mandato presidencial iniciado em 1915 por Bernardino Machado. Governos do próprio Canto e Castro, Tamagnini Barbosa, José Relvas, Domingos Pereira e Sá Cardoso. Revolta de Santarém, Monarquia do Norte e várias outras revoltas e tentativas de golpes. Eleições legislativas de 1919. | |                        | Dezembro de 1918 |                                    | Nacional Republicano                                                  |
| 6                                          | António José de Almeida (1866–1929) | | 5 de outubro de 1919 | 5 de outubro de 1923   | 1919             |                                    | Evolucionista (até 1919)                                              |
| 6                                          | António José de Almeida (1866–1929) | Único presidente da 1.ª República a cumprir integralmente o seu mandato. Governos de Sá Cardoso, Fernandes Costa (Governo dos Cinco Minutos), Domingos Pereira, António Maria Baptista/Ramos Preto, António Maria da Silva, António Granjo, Álvaro de Castro, Liberato Pinto, Bernardino Machado, Barros Queirós, novamente António Granjo, Manuel Maria Coelho, Maia Pinto, Cunha Leal e novamente António Maria da Silva. Eleições legislativas de 1921. Revolta outubrista e episódio da Noite Sangrenta. Eleições legislatvias de 1922. Travessia aérea do Atlântico Sul por Gago Coutinho e Sacadura Cabral. | |                        | 1919             |                                    |                                                                       |
| 6                                          | António José de Almeida (1866–1929) | Liberal (1919–fev. 1923) | |                        | 1919             |                                    |                                                                       |
| 6                                          | António José de Almeida (1866–1929) | Nacionalista (desde fev. 1923) | |                        | 1919             |                                    |                                                                       |
| 7                                          | Manuel Teixeira Gomes (1860–1941) | | 5 de outubro de 1923 | 11 de dezembro de 1925 | 1923             |                                    | Democrático                                                           |
| 7                                          | Manuel Teixeira Gomes (1860–1941) | Alcunhado de presidente-escritor. Governos de António Maria da Silva, Ginestal Machado, Álvaro de Castro, Rodrigues Gaspar, Domingues dos Santos, Vitorino Guimarães, novamente António Maria da Silva e Domingos Pereira. Eleições legislativas de 1925. Golpe dos Generais. Renuncia ao mandato, num contexto de enorme instabilidade política e social. | |                        | 1923             |                                    | Democrático                                                           |
| 8                                          | Bernardino Luís Machado Guimarães (2.ª vez) (1851–1944) | | 11 de dezembro de 1925 | 31 de maio de 1926     | 1925             |                                    | Democrático                                                           |
| 8                                          | Bernardino Luís Machado Guimarães (2.ª vez) (1851–1944) | Segundo mandato presidencial de Bernardino Machado. Presidente da República substituto incumbido de terminar o mandato presidencial iniciado em 1923 por Manuel Teixeira Gomes. Governos de Domingos Pereira e António Maria da Silva. Descoberta da burla de Alves dos Reis. Mandato novamente interrompido pela Revolução de 28 de maio de 1926. | |                        | 1925             |                                    | Democrático                                                           |
| Segunda República (1926–1974)              | | | |                        |                  |                                    |                                                                       |
| #                                          | Presidente do Ministério (Presidente da República ex officio) (Nascimento–Morte) | Retrato | Início do mandato | Fim do mandato         | Eleições         | Partido                            | Partido                                                               |
| Ditadura Militar (1926–1928)               | | | |                        |                  |                                    |                                                                       |
| 9                                          | José Mendes Cabeçadas Júnior (1883–1965) | | 31 de maio de 1926 | 17 de junho de 1926    | ——               |                                    | Independente                                                          |
| 9                                          | José Mendes Cabeçadas Júnior (1883–1965) | Militar revoltoso da Revolução de 28 de maio de 1926. Presidente do Ministério (1.º da Ditadura Militar) desde 30 de maio, a 31 recebe de Bernardino Machado a renúncia ao cargo de presidente da República, transferindo-lhe a totalidade do poder executivo (incluindo a chefia do Estado), acumulando desta forma as competências da presidência da República com as da chefia do governo. Dissolução do Congresso da República e suspensão das liberdades políticas e individuais. Derrubado por um contra-golpe de Estado, organizado por Gomes da Costa. | |                        | ——               |                                    | Independente                                                          |
| #                                          | Ministério (Chefe de Estado ex officio) | Retrato | Início do mandato | Fim do mandato         | ——               | Partido                            | Partido                                                               |
| –                                          | Ministério composto por: Manuel de Oliveira Gomes da Costa (Presidente do Ministério) António Claro (desde 17 jun.) Filomeno da Câmara de Melo Cabral (desde 18 jun.) Artur Ricardo Jorge (desde 18 jun.) Armando Humberto da Gama Ochoa (desde 18 jun.) | | 17 de junho de 1926 | 29 de junho de 1926    | ——               |                                    | Independente                                                          |
| –                                          | Ministério composto por: Manuel de Oliveira Gomes da Costa (Presidente do Ministério) António Claro (desde 17 jun.) Filomeno da Câmara de Melo Cabral (desde 18 jun.) Artur Ricardo Jorge (desde 18 jun.) Armando Humberto da Gama Ochoa (desde 18 jun.) | Após o afastamento de Mendes Cabeçadas, segue-se um ministério de Gomes da Costa. Este ministério, ainda de acordo com a Constituição de 1911, assume a totalidade do poder executivo até dia 29 de junho, quando os poderes de presidente da República são oficialmente atribuídos ao seu presidente, Gomes da Costa. | |                        | ——               |                                    | Independente                                                          |
| #                                          | Presidente do Ministério (Presidente da República ex officio) (Nascimento–Morte) | Retrato | Início do mandato | Fim do mandato         | ——               | Partido                            | Partido                                                               |
| 10                                         | Manuel de Oliveira Gomes da Costa (1863–1929) | | 29 de junho de 1926 | 9 de julho de 1926     | ——               |                                    | Independente                                                          |
| 10                                         | Manuel de Oliveira Gomes da Costa (1863–1929) | Militar revoltoso da Revolução de 28 de maio de 1926. Presidente do Ministério (2.º da Ditadura Militar) com atribuição das competências da presidência da República. Derrubado por um contra-golpe de Estado, organizado por Óscar Carmona. | |                        | ——               |                                    | Independente                                                          |
| #                                          | Ministério (Chefe de Estado ex officio) | Retrato | Início do mandato | Fim do mandato         | ——               | Partido                            | Partido                                                               |
| –                                          | Ministério composto por: António Óscar de Fragoso Carmona (Presidente do Ministério) José Ribeiro Castanho (desde 12 jul.) Manuel Rodrigues Júnior João José de Sinel de Cordes Jaime Maria da Graça Afreixo António Maria de Bettencourt Rodrigues Abílio Augusto Valdez de Passos e Sousa João Belo Artur Ricardo Jorge (até 22 nov.) José Alfredo Mendes Magalhães (desde 22 nov.) Felisberto Alves Pedrosa                                                                                     | | 9 de julho de 1926 | 29 de novembro de 1926 | ——               |                                    | Independente                                                          |
| –                                          | Ministério composto por: António Óscar de Fragoso Carmona (Presidente do Ministério) José Ribeiro Castanho (desde 12 jul.) Manuel Rodrigues Júnior João José de Sinel de Cordes Jaime Maria da Graça Afreixo António Maria de Bettencourt Rodrigues Abílio Augusto Valdez de Passos e Sousa João Belo Artur Ricardo Jorge (até 22 nov.) José Alfredo Mendes Magalhães (desde 22 nov.) Felisberto Alves Pedrosa                                                                                     | Após o afastamento de Gomes da Costa, segue-se um ministério (3.º da Ditadura Militar) de Óscar Carmona. Este ministério, ainda de acordo com a Constituição de 1911, assume a totalidade do poder executivo até dia 29 de novembro, quando os poderes de presidente da República são oficialmente atribuídos ao seu presidente, Óscar Carmona. Estabelecimento da censura prévia. | |                        | ——               |                                    | Independente                                                          |
| #                                          | Presidente do Ministério (Presidente da República ex officio) (Nascimento–Morte) | Retrato | Início do mandato | Fim do mandato         | ——               | Partido                            | Partido                                                               |
| 11                                         | António Óscar de Fragoso Carmona (1869–1951) | | 29 de novembro de 1926 | 15 de abril de 1928    | ——               |                                    | Independente                                                          |
| 11                                         | António Óscar de Fragoso Carmona (1869–1951) | Militar revoltoso do golpe de 28 de maio de 1926. Presidente interino até à realização de eleições presidenciais, acumulando com o cargo de presidente do Ministério. | |                        | ——               |                                    | Independente                                                          |
| #                                          | Presidente da República (Nascimento–Morte) | Retrato | Início do mandato | Fim do mandato         | Eleições         | Partido                            | Partido                                                               |
| Ditadura Nacional (1928–1933)              | | | |                        |                  |                                    |                                                                       |
| –                                          | António Óscar de Fragoso Carmona (1869–1951) | | 15 de abril de 1928 | 11 de abril de 1933    | 1928             |                                    | Independente                                                          |
| –                                          | António Óscar de Fragoso Carmona (1869–1951) | União Nacional (desde 30 jul. 1930) | 15 de abril de 1928 | 11 de abril de 1933    | 1928             |                                    |                                                                       |
| –                                          | António Óscar de Fragoso Carmona (1869–1951) | Presidente eleito por sufrágio direto, sendo o único candidato. Legitimação do novo regime, dando-se início ao período da Ditadura Nacional. Governos do próprio Óscar Carmona, de Vicente de Freitas, Ivens Ferraz, Domingos Oliveira e início da governação de Oliveira Salazar. Reequilíbrio das finanças públicas. Fundação do partido único: União Nacional. Ato Colonial, e oficialização do Império Colonial Português. | |                        | 1928             |                                    |                                                                       |
| Estado Novo (1933–1974)                    | | | |                        |                  |                                    |                                                                       |
| –                                          | António Óscar de Fragoso Carmona (1869–1951) | | 11 de abril de 1933 | 15 de abril de 1935    | ——               |                                    | União Nacional                                                        |
| –                                          | António Óscar de Fragoso Carmona (1869–1951) | Estabelecimento da Constituição de 1933 e início do Estado Novo, corporativista, autoritário e de inspiração fascista. Criação da PVDE (PIDE a partir de 1945). | |                        | ——               |                                    | União Nacional                                                        |
| #                                          | Presidente do Conselho de Ministros (Presidente da República ex officio) (Nascimento–Morte) | Retrato | Início do mandato | Fim do mandato         | Eleições         | Partido                            | Partido                                                               |
| –                                          | António de Oliveira Salazar (interino) (1889–1970) | | 15 de abril de 1935 | 26 de abril de 1935    | ——               |                                    | União Nacional                                                        |
| –                                          | António de Oliveira Salazar (interino) (1889–1970) | Após o termo do primeiro mandato, Carmona, devido a doença, é impossibilitado de tomar posse. Nesse período, Oliveira Salazar, como presidente do Conselho, serve como presidente da República interino até à tomada de posse de Carmona. | |                        | ——               |                                    | União Nacional                                                        |
| #                                          | Presidente da República (Nascimento–Morte) | Retrato | Início do mandato | Fim do mandato         | Eleições         | Partido                            | Partido                                                               |
| –                                          | António Óscar de Fragoso Carmona (continuação) (1869–1951) | | 26 de abril de 1935 | 18 de abril de 1951    | 1935 1942 1949   |                                    | União Nacional                                                        |
| –                                          | António Óscar de Fragoso Carmona (continuação) (1869–1951) | Criação da Legião Portuguesa e da Mocidade Portuguesa. Neutralidade portuguesa durante a Segunda Guerra Mundial. Tratado de Amizade e Não Agressão Luso-Espanhol. Fundação do MUD. Exposição do Mundo Português. Concordata com a Santa Sé. Entrada de Portugal como membro fundador da NATO. Candidatura de Norton de Matos à presidência. Presidente morre no cargo. | |                        | 1935 1942 1949   |                                    | União Nacional                                                        |
| #                                          | Presidente do Conselho de Ministros (Presidente da República ex officio) (Nascimento–Morte) | Retrato | Início do mandato | Fim do mandato         | Eleições         | Partido                            | Partido                                                               |
| –                                          | António de Oliveira Salazar (interino) (1889–1970) | | 18 de abril de 1951 | 9 de agosto de 1951    | ——               |                                    | União Nacional                                                        |
| –                                          | António de Oliveira Salazar (interino) (1889–1970) | Após a morte de Carmona, Oliveira Salazar, como presidente do Conselho, serve como presidente da República interino até à tomada de posse de Craveiro Lopes. | |                        | ——               |                                    | União Nacional                                                        |
| #                                          | Presidente da República (Nascimento–Morte) | Retrato | Início do mandato | Fim do mandato         | Eleições         | Partido                            | Partido                                                               |
| 12                                         | Francisco Higino Craveiro Lopes (1894–1964) | | 9 de agosto de 1951 | 9 de agosto de 1958    | 1951             |                                    | União Nacional                                                        |
| 12                                         | Francisco Higino Craveiro Lopes (1894–1964) | Nova política ultramarina. Anexação de Dadrá e Nagar Haveli pela União Indiana. Entrada nas Nações Unidas. Divergências entre Craveiro Lopes e Oliveira Salazar. Primeira emissão regular da RTP. Candidatura de Humberto Delgado à presidência, nas eleições presidenciais de 1958. Não teve apoio da União Nacional para o exercício de um segundo mandato. | |                        | 1951             |                                    | União Nacional                                                        |
| 13                                         | Américo de Deus Rodrigues Thomaz (1894–1987) | | 9 de agosto de 1958 | 25 de abril de 1974    | 1958 1965 1972   |                                    | União Nacional Acção Nacional Popular (desde fev. 1970)               |
| 13                                         | Américo de Deus Rodrigues Thomaz (1894–1987) | Entrada na EFTA. Fuga de Peniche. Início da Guerra Colonial. Golpe Botelho Moniz. Anexação do Estado da Índia pela União Indiana. Sequesto do Santa Maria, por Henrique Galvão. Crise académica de 1962. Grande vaga de emigração. Inauguração da Ponte Salazar (hoje Ponte 25 de Abril). Fundação da Acção Socialista Portuguesa. Assassinato de Humberto Delgado. Afastamento de Oliveira Salazar e chegada ao poder de Marcello Caetano. Primavera Marcelista. Movimento dos Capitães e Revolução de 25 de abril de 1974. | |                        | 1958 1965 1972   |                                    | União Nacional Acção Nacional Popular (desde fev. 1970)               |
| Terceira República (1974–presente)         | | | |                        |                  |                                    |                                                                       |
| #                                          | Junta de Salvação Nacional (Chefe de Estado ex officio) | Retrato | Início do mandato | Fim do mandato         | Eleições         | Partido                            | Partido                                                               |
| Junta de Salvação Nacional (1974)          | | | |                        |                  |                                    |                                                                       |
| –                                          | Junta de Salvação Nacional composta por: António Sebastião Ribeiro de Spínola (Presidente da JSN) Francisco da Costa Gomes Jaime Silvério Marques Manuel Diogo Neto Carlos Galvão de Melo José Baptista Pinheiro de Azevedo António Alva Rosa Coutinho | | 25 de abril de 1974 | 15 de maio de 1974     | ——               |                                    | Independente                                                          |
| –                                          | Junta de Salvação Nacional composta por: António Sebastião Ribeiro de Spínola (Presidente da JSN) Francisco da Costa Gomes Jaime Silvério Marques Manuel Diogo Neto Carlos Galvão de Melo José Baptista Pinheiro de Azevedo António Alva Rosa Coutinho | Acumulou todo o poder executivo após o 25 de abril de 1974, incluindo a chefia do Estado e do governo. Restabelecimento das liberdades políticas e individuais. Libertação dos presos políticos. Regresso dos exilados. Após a nomeação de António de Spínola para presidente da República, continuou a funcionar como chefe de governo por mais um dia. Existiu até 1975, passando os seus membros a integrar o Conselho da Revolução. | |                        | ——               |                                    | Independente                                                          |
| #                                          | Presidente da República (Nascimento–Morte) | Retrato | Início do mandato | Fim do mandato         | Eleições         | Partido                            | Partido                                                               |
| Presidência Militar (1974–1976)            | | | |                        |                  |                                    |                                                                       |
| 14                                         | António Sebastião Ribeiro de Spínola (1910–1996) | | 15 de maio de 1974 | 30 de setembro de 1974 | ——               |                                    | Independente                                                          |
| 14                                         | António Sebastião Ribeiro de Spínola (1910–1996) | Militar e presidente da Junta de Salvação Nacional eleito por esta para o cargo de presidente da República. I Governo Provisório de Palma Carlos. II Governo Provisório de Vasco Gonçalves. Acordos de Lusaca. Reconhecimento da independência da Guiné-Bissau. Demite-se após o falhanço do golpe da "maioria silenciosa". | |                        | ——               |                                    | Independente                                                          |
| 15                                         | Francisco da Costa Gomes (1914–2001) | | 30 de setembro de 1974 | 14 de julho de 1976    | ——               |                                    | Independente                                                          |
| 15                                         | Francisco da Costa Gomes (1914–2001) | Militar e membro da Junta de Salvação Nacional eleito por esta para o cargo de Presidente da República – e da própria JSN – após a renúncia de António de Spínola. III Governo Provisório, IV Governo Provisório e V Governo Provisório, todos liderados por Vasco Gonçalves. VI Governo Provisório de Pinheiro de Azevedo. Acordos de Alvor. Golpe de 11 de Março de 1975. Eleições para a Assembleia Constituinte de 1975. Verão Quente. Golpe de 25 de Novembro de 1975. Reconhecimento da independência de Cabo Verde, São Tomé e Príncipe, Moçambique e Angola. Invasão de Timor pela Indonésia. Aprovação a 2 de Abril de 1976 da Constituição de 1976. Eleições legislativas de 1976. | |                        | ——               |                                    | Independente                                                          |
| Presidência Constitucional (1976–presente) | | | |                        |                  |                                    |                                                                       |
| 16                                         | António dos Santos Ramalho Eanes (1935–) | | 14 de julho de 1976 | 9 de março de 1986     | 1976 1980        |                                    | Independente                                                          |
| 16                                         | António dos Santos Ramalho Eanes (1935–) | Militar. Primeiro presidente da República eleito democraticamente por sufrágio universal após o 25 de Abril de 1974, em 1976 e reeleito em 1980. VI Governo Provisório de Pinheiro de Azevedo. I Governo Constitucional e II Governo Constitucional, liderados por Mário Soares. III Governo Constitucional de Nobre da Costa. IV Governo Constitucional de Mota Pinto. V Governo Constitucional de Maria de Lourdes Pintasilgo. Eleições legislativas de 1979. VI Governo Constitucional de Sá Carneiro. Eleições legislativas de 1980. Caso Camarate. VII Governo Constitucional e VIII Governo Constitucional, liderados por Pinto Balsemão. Revisão Constitucional em 1982. Eleições legislativas de 1983. IX Governo Constitucional de Mário Soares. Bloco Central. Eleições legislativas de 1985. X Governo Constitucional de Cavaco Silva. Adesão à CEE.                                                      | Militar. Primeiro presidente da República eleito democraticamente por sufrágio universal após o 25 de Abril de 1974, em 1976 e reeleito em 1980. VI Governo Provisório de Pinheiro de Azevedo. I Governo Constitucional e II Governo Constitucional, liderados por Mário Soares. III Governo Constitucional de Nobre da Costa. IV Governo Constitucional de Mota Pinto. V Governo Constitucional de Maria de Lourdes Pintasilgo. Eleições legislativas de 1979. VI Governo Constitucional de Sá Carneiro. Eleições legislativas de 1980. Caso Camarate. VII Governo Constitucional e VIII Governo Constitucional, liderados por Pinto Balsemão. Revisão Constitucional em 1982. Eleições legislativas de 1983. IX Governo Constitucional de Mário Soares. Bloco Central. Eleições legislativas de 1985. X Governo Constitucional de Cavaco Silva. Adesão à CEE. |                        | 1976 1980        | Renovador Democrático (desde 1985) |                                                                       |
| 17                                         | Mário Alberto Nobre Lopes Soares (1924–2017) | | 9 de março de 1986 | 9 de março de 1996     | 1986 1991        |                                    | Socialista                                                            |
| 17                                         | Mário Alberto Nobre Lopes Soares (1924–2017) | Segundo presidente da República eleito democraticamente por sufrágio universal após o 25 de Abril de 1974, em 1986 e reeleito em 1991. Primeiro presidente da República civil desde 1926. X Governo Constitucional de Cavaco Silva. Após moção de censura aprovada pela Assembleia da República, Soares dissolve o Parlamento. Eleições legislativas de 1987. XI Governo Constitucional de Cavaco Silva. Revisão Constitucional em 1989. Eleições legislativas de 1991. XII Governo Constitucional de Cavaco Silva. Adesão ao Tratado de Maastricht. Revisão Constitucional em 1992. Eleições legislativas de 1995. XIII Governo Constitucional de António Guterres. | |                        | 1986 1991        |                                    | Socialista                                                            |
| 18                                         | Jorge Fernando Branco de Sampaio (1939–) | | 9 de março de 1996 | 9 de março de 2006     | 1996 2001        |                                    | Socialista                                                            |
| 18                                         | Jorge Fernando Branco de Sampaio (1939–) | Terceiro presidente da República eleito democraticamente por sufrágio universal após o 25 de Abril de 1974, em 1996 e reeleito em 2001. XIII Governo Constitucional de António Guterres. Revisão Constitucional em 1997. Referendo de independência de Timor-Leste de 1999. Reconhecimento da independência de Timor-Leste. Eleições legislativas de 1999. XIV Governo Constitucional de António Guterres. Transferência da Soberania de Macau para a China. Revisão Constitucional em 2001. Após as Eleições autárquicas de 2001, Guterres demite-se e Sampaio dissolve o Parlamento. Eleições legislativas de 2002. XV Governo Constitucional de Durão Barroso. Revisão Constitucional em 2004. XVI Governo Constitucional de Santana Lopes. A 30 de novembro de 2004, Sampaio dissolve o Parlamento. Eleições legislativas de 2005. XVII Governo Constitucional de José Sócrates. Revisão Constitucional em 2005. | |                        | 1996 2001        |                                    | Socialista                                                            |
| 19                                         | Aníbal António Cavaco Silva (1939–) | | 9 de março de 2006 | 9 de março de 2016     | 2006 2011        |                                    | Social Democrata                                                      |
| 19                                         | Aníbal António Cavaco Silva (1939–) | Quarto presidente da República eleito democraticamente por sufrágio universal após o 25 de Abril de 1974, em 2006 e reeleito em 2011. XVII Governo Constitucional de José Sócrates. Crise do subprime em 2007. Eleições legislativas de 2009. XVIII Governo Constitucional de José Sócrates. Crise da dívida pública da Zona Euro. Após rejeição do PEC IV pelo parlamento em março de 2011, Sócrates demite-se e Cavaco Silva dissolve o Parlamento. Eleições legislativas de 2011. XIX Governo Constitucional de Passos Coelho. Crise política de julho de 2013, com a demissão não concretizada de Paulo Portas. Saída da troika financeira de Portugal em 2014. Eleições legislativas de 2015. XX Governo Constitucional de Passos Coelho. Moção de rejeição ao programa de governo aprovada pela Assembleia da República. XXI Governo Constitucional de António Costa.                                          | |                        | 2006 2011        |                                    | Social Democrata                                                      |
| 20                                         | Marcelo Nuno Duarte Rebelo de Sousa (1948–) | | 9 de março de 2016 | presente               | 2016             |                                    | Social Democrata                                                      |
| 20                                         | Marcelo Nuno Duarte Rebelo de Sousa (1948–) | Quinto presidente da República eleito democraticamente por sufrágio universal após o 25 de Abril de 1974, em 2016. XXI Governo Constitucional de António Costa. Eleição de António Guterres como 9º Secretário-geral das Nações Unidas. | |                        | 2016             |                                    | Social Democrata                                                      |